# Melocactus schatzlii
Melocactus schatzlii ist eine Pflanzenart aus der Gattung Melocactus in der Familie der Kakteengewächse (Cactaceae). Das Artepitheton schatzlii ehrt den österreichischen Gartenkünstler und Kakteensammler Stefan Schatzl (1922–2001), Direktor der Kakteensammlung des Botanischen Gartens Linz in Österreich.

## Beschreibung
Melocactus schatzlii wächst mit niedergedrückt kugelförmigen bis eiförmigen, meist graugrünen und leicht glauken Körpern, die Wuchshöhen von 8 bis 18 Zentimetern und Durchmesser von 10 bis 20 Zentimetern erreichen. Es sind 10 bis 15 meist scharfkantige Rippen vorhanden. Die schwächlichen, geraden oder leicht gebogenen Dornen sind dunkelbraun und vergrauen im Alter. Die 1 bis 4 auswärts gerichteten Mitteldornen sind 8 bis 20 Millimeter lang. Die 5 bis 10 Randdornen sind den Mitteldornen ähnlich und 4 bis 20 Millimeter lang. Das aus weißer bis grauer Wolle gebildete Cephalium wird bis 12 Zentimeter hoch und erreicht Durchmesser von 6 bis 10 Zentimeter. Die Borsten sind fast vollständig im Cephalium verborgen.
Die hell- bis tiefrosafarbenen Blüten ragen kaum aus dem Cephalium heraus. Sie sind 2,1 bis 3 Zentimeter lang und weisen Durchmesser von 9 bis 12 Millimeter auf. Die im Bereich der Spitze roten Früchte werden zu ihrer Basis hin rosa oder weiß. Sie sind 1,8 bis 2,5 Zentimeter lang.

## Verbreitung, Systematik und Gefährdung
Melocactus schatzlii ist im Nordosten Kolumbiens und im benachbarten Westen Venezuelas verbreitet, wo sie in den Anden in Höhenlagen von 500 bis 1050 Metern wächst.
Die Erstbeschreibung erfolgte 1982 durch Hans Till und Rudolf Gruber. Ein nomenklatorisches Synonym ist Melocactus mazelianus subsp. schatzlii (H.Till & R.Gruber) Guiggi (2010).
Es werden folgende Unterarten unterschieden:
- Melocactus schatzlii subsp. schatzlii
- Melocactus schatzlii subsp. chicamochaensis Fern.Alonso & Xhonneux

In der Roten Liste gefährdeter Arten der IUCN wird die Art als „Vulnerable (VU)“, d. h. als gefährdet geführt.

## Nachweise

## Weiterführende Literatur
- Jafet M. Nassar, Nelson Ramírez, Margarita Lampo, José Antonio González, Roberto Casado, Francisco Nava: Reproductive Biology and Mating System Estimates of Two Andean Melocacti, Melocactus schatzlii and M. andinus (Cactaceae). In: Annals of Botany. Band 99, 2007, S. 29–38 (doi:10.1093/aob/mcl229).